# Бурова каретка

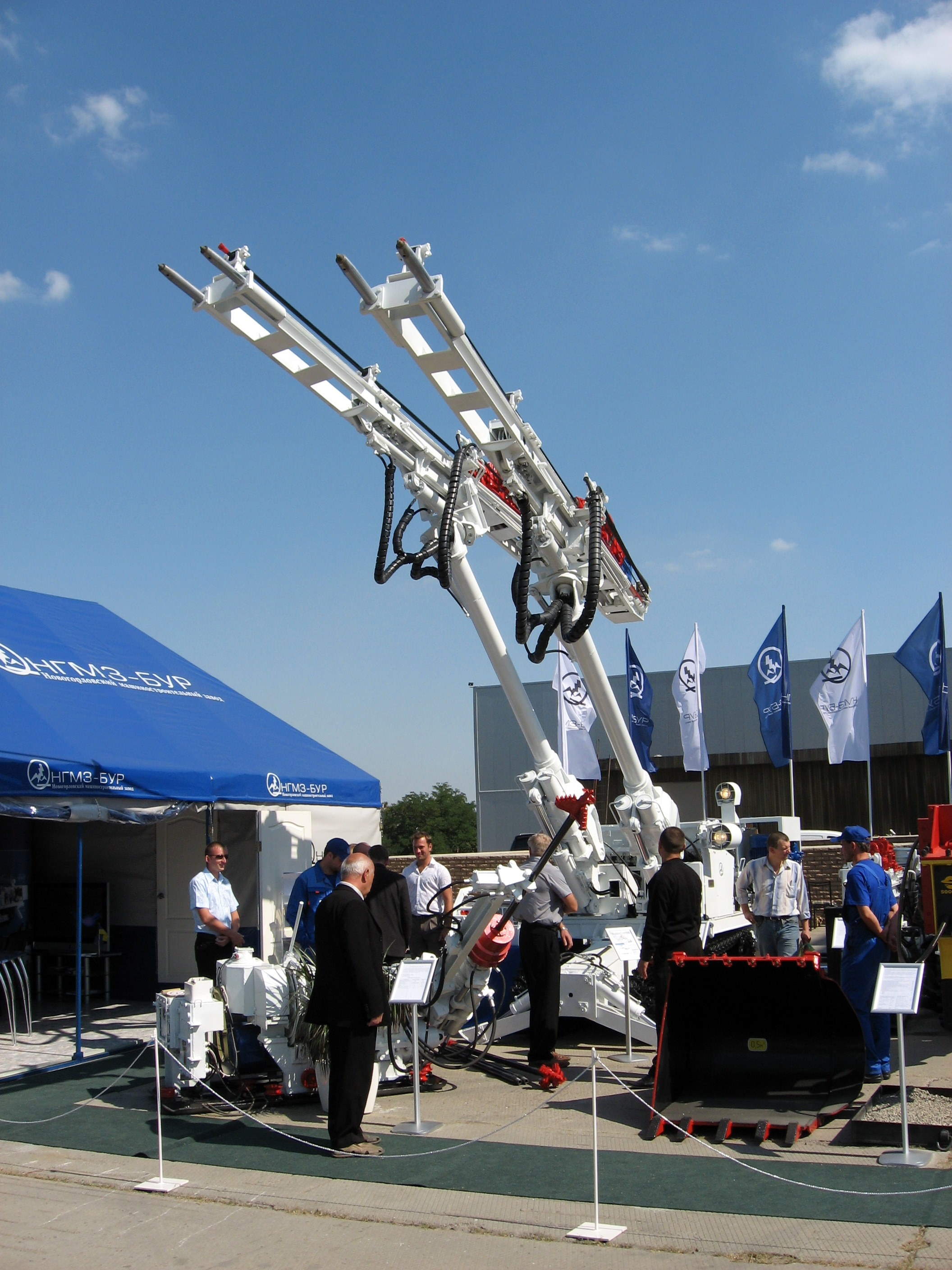
Бурова каретка

Бурова каретка (рос. буровая каретка, англ. drill carriage, drillrig, drill steel car, track-mounted drill; нім. Bohrwagen, Bohrgerätewagen) — установка для механізованого буріння шпурів і свердловин в підземних гірничих виробках.

## Самохідна і підвісна бурова каретка
У горизонтальних і похилих гірничих виробках застосовують самохідні бурові каретки, у вертикальних стовбурах шахт — підвісні. 
Самохідна бурова каретка — платформа на пневматичному, коліснорейковому або гусеничному ходу, на якій монтується один або декілька (до 4 і більше) гідравлічних, рідше гвинтових маніпуляторів з автоподавачами і бурильними машинами. 
Підвісна бурова каретка — збірна рама закріплена у вибої домкратами, з встановленими на ній маніпуляторами буровими, автоподавачами і бурильними молотками.